# Antykoncepcja dla mężczyzn
Antykoncepcja dla mężczyzn (gr. anti – przeciw i łac. conceptio – poczęcie) – zbiór specjalnych metod i środków przeznaczonych dla mężczyzn, stosowanych świadomie w celu uniknięcia zapłodnienia komórki jajowej przez plemnik, a tym samym zaistnienia ciąży. Ostatnie dwie dekady XX wieku i początek XXI wieku przyniosły wzrost zainteresowania regulacją męskiej rozrodczości – początkowo w środowisku naukowym, następnie na poziomie produkcji. Do połowy XX wieku najczęstszymi i jedynymi środkami antykoncepcyjnymi dla mężczyzn była okresowa abstynencja seksualna, stosunek przerywany, prezerwatywa lub wazektomia. Obecnie antykoncepcja dla mężczyzn to nieco szerszy rezerwuar rozwiązań, ale wciąż znacznie szczuplejszy niż antykoncepcja dla kobiet.

## Metody

### Naturalne
Antykoncepcja dla mężczyzn w oparciu o metody naturalne obejmuje:
- okresową wstrzemięźliwość seksualną (zwaną też antykoncepcją naturalną) – jedną z najstarszych metod kontroli narodzin, praktykowaną w dużej mierze z pobudek religijnych i światopoglądowych, polegającą na unikaniu współżycia w okresie płodności kobiety (jajeczkowanie około połowy cyklu miesiączkowego z gotowością komórki jajowej do zapłodnienia przez 6–8 godzin w szczycie owulacyjnym przy przeżywalności plemników 72–82 godziny).
- stosunek przerywany (zwany też stosunkiem bez wytrysku) – polegający na wycofaniu prącia z pochwy przed ejakulacją. Działanie tej metody opiera się wyłącznie na samokontroli mężczyzny podczas współżycia – wyczuciu właściwego momentu na przerwanie stosunku płciowego. Należy jednak mieć świadomość, że preejakulat również zawiera plemniki, a wytrysk w drogach rodnych kobiety także niesie ze sobą prawdopodobieństwo zapłodnienia.

### Mechaniczne
Prezerwatywa (kondom) jest jedynym mechanicznym środkiem antykoncepcji męskiej, szczelnie zakrywającym prącie. Stanowi barierę dla plemników, uniemożliwiając im przedostanie się do pochwy. Tego rodzaju antykoncepcja dla mężczyzn wymaga odpowiedniego dostosowania długości prezerwatywy do wielkości członka. Współcześnie prezerwatywy wytwarza się z gumy lateksowej. Dodatkowo mogą być pokryte spermicydami. Istnieją też prezerwatywy bezlateksowe, poliureatanowe (powodem ich powstania była alergia na lateks u części użytkowników, ale też chęć uniknięcia reakcji tworzywa z kremami na bazie tłuszczu i uzyskania lepszego przewodzenia bodźców dotykowych). W starożytności, skąd wywodzi się ta metoda kontroli narodzin, celem wykonania prezerwatywy sięgano po naturalne tworzywa – płótno lub papirus (starożytny Egipt), zanurzony w oliwie jedwab, cienka skóra (starożytne Chiny i Japonia), pęcherze moczowe zwierząt, fragmenty jelit zwierząt (starożytna Grecja). Od XVI wieku do dziś stosowana także jako środek zapobiegawczy zarażeniu chorobami przenoszonymi drogą płciową (w tym AIDS). Prezerwatywa lateksowa traci jednak tę właściwość przy korzystaniu z niej łącznie z preparatami nawilżającymi na bazie wazeliny lub oleju mineralnego, które powodują mikrouszkodzenia lateksu.

### Chirurgiczne
Najważniejszą tego typu metodą jest wazektomia (przecięcie i podwiązanie nasieniowodów). Jest to stosunkowo prosty, bezpieczny oraz wykonywany w znieczuleniu miejscowym i w warunkach ambulatoryjnych zabieg polegający na operacyjnym zamknięciu światła nasieniowodu. Wazektomia nie powoduje zahamowania wytwarzania plemników, a jedynie samoistne resorbowanie ich przez organizm. Stan po operacji nie wpływa na popęd płciowy i nie powoduje impotencji. Wazektomia pociąga za sobą trwałe – ale odwracalne – skutki w postaci stałego zahamowania płodności. Rekanalizacja chirurgiczna (rewazektomia), choć bardziej skomplikowana, jest możliwa. Wczesna (do 10 lat) rewazektomia, z zastosowaniem technik mikrochirurgicznych daje 40-90% szans na powodzenie zabiegu przy 30-50% szans na odzyskania płodności.
Wazektomia obarczona jest niskim ryzykiem powikłań. W ciągu 48 godzin od chwili, gdy nastąpiło podwiązanie nasieniowodów, obserwuje się ból i niewielki obrzęk, które stopniowo ustępują. Inne wykładniki dyskomfortu występują sporadycznie. Rzadkimi powikłaniami mogą być krwiak i zakażenie ogólnoustrojowego. Po upływie trzech miesięcy u większości mężczyzn nie stwierdza się obecności plemników w ejakulacie. Odwracalność płodności lub też nieskuteczność metody zależą od czasu, jaki upłynął od zabiegu, doświadczenia i umiejętności lekarza oraz typu procedury. Na ogół znacznie lepsze rezultaty osiąga się w przypadku stosowania technik mikrochirurgicznych. Nowe techniki – wazektomia „bez skalpela” oraz podwiązanie nasieniowodów przez przezskórną okluzję naczyń – podnoszą skuteczność zabiegu i obniżają inwazyjność.

### Hormonalne
Antykoncepcja dla mężczyzn w postaci środków hormonalnych służy zablokowaniu folitropiny (FSH) i lutropiny (LP) – czynników hormonalnej kontroli procesu spermatogenezy. Zadaniem LH jest stymulacja komórek Leydiga produkujących testosteron w ilościach zapewniających jego duże stężenie w jądrach, stukrotnie przekraczające stężenie we krwi obwodowej. Podawanie samego testosteronu w dawkach, które zapewnią nieznaczny wzrost jego stężenia, powoduje hamowanie wydzielania gonadotropin i blokowanie produkcji testosteronu przez jądra, a jednocześnie pozwala utrzymać niezbędne stężenie testosteronu we krwi obwodowej. W tym celu wykorzystuje się:
- egzogenny testosteron – hamuje produkcję GnRH przez podwzgórze oraz LP przez przysadkę, co prowadzi do zahamowania produkcji testosteronu w jądrze i uniemożliwienia dojrzewanie plemników[8];
- testosteron syntetyczny plus progestageny, które blokują wydzielanie spermy, ale jednocześnie hamują wytwarzanie testosteronu, stąd podaje się je łącznie[9];
- testosteron syntetyczny plus gonadoliberyny – antagonisty receptorów GnRH redukują poziom testosteronu do poziomu kastracyjnego, więc wymaga on uzupełnienia[8];
- SARM – selektywny androgenowy receptorowy modulator, obecnie w fazie badań jako potencjalny środek dla wymiany androgenów i męskiej antykoncepcji[10].

Mogą one być podane w formie: środków doustnych, iniekcji, implantów, plastrów i żeli.

### Immunoantykoncepcja
Tego rodzaju antykoncepcja dla mężczyzn polega na hamowaniu aktywności plemników, komórki jajowej, interakcji plemnik–komórka jajowa i procesu zapłodnienia. Bazuje ona na stosunku antygen – przeciwciało, a obejmuje głównie:
- antygeny plemników – specyficzne przeciwciała antyplemnikowe, wybiórczo działające na plemniki[11]. Stanowią one przedmiot badań naukowców pracujących nad szczepionką antyplemnikową. Idealna szczepionka antyplemnikowa powinna zawierać immunogeny wybiórczo działające na spermę, które indukowałyby przeciwciała na wszystkie możliwe części składowe plemnika – główkę, część środkową i ogon (właściwie błony powierzchowne tych części). Dotychczas szczepionka taka nie powstała.
- antygeny osłony przejrzystej – unikalnej, pozakomórkowej, przezroczystej macierzy otaczającej dojrzały oocyt, pośredniczącej w wielu ważnych etapach zapłodnienia, jak przyczepianie się plemników do powierzchni komórki jajowej i blokowanie polispermii. Jedną z rozważanych możliwości jest blokada receptorów osłonki przejrzystej na plemnikach[12].

## Popularność
19% Polaków sięga po środki antykoncepcyjne, w tym 22% mężczyzn i 16% kobiet. Ponad połowa Polaków jako główną metodę zapobiegania ciąży stosuje stosunek przerywany. 30% zadeklarowało korzystanie z prezerwatywy. Około 33% twierdzi, że nie stosuje żadnych metod. Według danych szacunkowych na świecie wazektomię przeszło około 45 milionów mężczyzn. Podobna liczba używa prezerwatywy, co stanowi jedną trzecią wszystkich stosowanych na świecie metod antykoncepcyjnych. Hormonalna antykoncepcja dla mężczyzn jest przedmiotem badań naukowców od lat 50. XX wieku. Dotyczą one zahamowania wytwarzania nasienia poprzez ingerencję w proces jego dojrzewania, żywotności w najądrzach oraz transportu spermy przez męski narząd płciowy. Od lat 60. XX wieku prowadzone są badania nad immunoantykoncepcją.

## Skuteczność
Wazektomia jako antykoncepcja dla mężczyzn odznacza się skutecznością na poziomie 99%. Współczynnik niepowodzenia antykoncepcji przez podwiązanie nasieniowodów jest mniejszy niż 0,2 według wskaźnika Pearla (ilość niepożądanych ciąż). Indeks Pearla dla prezerwatywy wynosi od 2 do 15. Najniższą skuteczność wykazują metody naturalne, jak stosunek przerywany (15–28 według wskaźnika Pearla) i okresowa wstrzemięźliwość (0,9–23 przy stosowaniu metody Billingsów, ale około 1 przy zastosowaniu łącznie metody Billingsów i metody termicznej).